# Temporada 1938-1939 del RCD Espanyol
Dades de la Temporada 1938-1939 del RCD Espanyol.

## Fets Destacats
- Aquesta temporada, Catalunya ja estava immersa en plena Guerra Civil i no es va poder disputar cap competició oficial. L'Espanyol, com la resta de clubs, va haver de suspendre les activitats. Ramon Trabal i Crisant Bosch aconseguiren mantenir el club viu.
- L'Espanyol reobrí el seu estadi el 9 d'abril de 1939 amb un partit amistós davant la 50 División que acabà amb empat a 1.[2]
Trias, Gràcia, Domènech, Pérez (Cortés), Soler, González, García, Fernández, Tiriti , Masip i Sans.

- 16 d'abril de 1939, en partit amistós, 50 División 1 – Espanyol 0.[3]
Trias, Gràcia, Domènech, Pérez (Masagué), Soler, González, Vallès, Fernández, Cardús II, Masip, (Pons) i Sans.

- 23 d'abril de 1939, en partit amistós, Espanyol 4 – Recuperación DC 2.[4]
Trias, Pardo, Domènech, Cortés, Lafulla, González, García, Fernández , Guimerans  (Tiriti ), Pons i Sans.

- 30 d'abril de 1939, en partit amistós, Espanyol 3 - CE Europa 3.[5]
Trias, Pardo, Domènech, Bertolí, Soler , González, García, Gallart, Tiriti , Edelmiro i Albella.

- 7 de maig de 1939, en partit amistós, Espanyol 3 - UE Sant Andreu 1.[6]
Trias, Teruel, Domènech, Pardo, Soler, Giménez, García, Grech , Tiriti , Bosch (Cayuela) i Braños (Bosch).

- 14 de maig de 1939, en partit amistós, UE Sant Andreu 3 - Espanyol 2.[7]
Trias, Teruel, Domènech, Camacho, Rosalén. González, García, Grech, Tiriti , Sospedra i Bosch .

- 21 de maig de 1939, en partit amistós, Espanyol 2 - CE Europa 0.[8]
Trias, Teruel, Pica, Camacho, Rosalén, González, García, Grech , Tiriti, Martínez i Royo .

- 28 de maig de 1939, en partit amistós, Espanyol 9 - UE Sants 1.[9]
Trias, Teruel, Pica, Pardo, Camacho, González, García , Grech , Martínez Català , Martínez  i Bosch .

- 6 de juny de 1939, EC Granollers 6 - Espanyol 1.[10]
Trias, Teruel, Pica, Pardo, Camacho, González, García, Grech, Martínez Català, Martínez i Bosch. [Alineació no confirmada, golejador desconegut]

- 8 de juny de 1939, en partit amistós, Espanyol 6 - EC Granollers 1.[11]
Trias, Teruel, Pica, Pardo, Camacho, González, García , Grech , Martínez Català , Martínez  i Bosch .

- 11 de juny de 1939, en partit amistós, Espanyol 1 – Recuperación DC 6.[12]
Trias, Teruel, Pica, Pardo (Gallego), Camacho, González, García, Grech, Martínez Català (Pardo). Martínez  i Bosch.

## Resultats i Classificació
- No es disputaren competicions oficials

## Plantilla
| P   | Jugador                | Amistosos | Amistosos |
| P   | Jugador                | PJ        | G         |
| --- | ---------------------- | --------- | --------- |
| POR | Josep Trias            | 11        | -25       |
| POR | Albert Martorell       | -         | -         |
| DEF | Ricard Teruel          | 7         | -         |
| DEF | José Pardo             | 7         | -         |
| DEF | Domènech               | 6         | -         |
| DEF | Martín Pica            | 5         | -         |
| DEF | Gràcia                 | 2         | -         |
| DEF | Benito Pérez           | 2         | -         |
| DEF | Gallego                | -         | -         |
| DEF | Inocencio Bertolí      | 1         | -         |
| MIG | González               | 10        | -         |
| MIG | Camacho                | 6         | -         |
| MIG | Salvador Soler         | 4         | 1         |
| MIG | Manuel Rosalén         | 2         | -         |
| MIG | Roberto Cortés         | 2         | -         |
| MIG | Josep Cardús           | 1         | -         |
| MIG | Masagué                | 1         | -         |
| MIG | Giménez                | 1         | -         |
| MIG | Lafulla                | 1         | -         |
| DAV | Rafael García Lanciano | 10        | 2         |
| DAV | Saturnino Grech        | 7         | 5         |
| DAV | Jordi Cardús Tiriti    | 6         | 7         |
| DAV | Crisant Bosch          | 6         | 3         |
| DAV | Martínez               | 5         | 3         |
| DAV | Vicent Martínez Català | 4         | 6         |
| DAV | Antonio Fernández      | 3         | 2         |
| DAV | Joan Sans              | 3         | -         |
| DAV | Masip                  | 2         | -         |
| DAV | Pons                   | 2         | -         |
| DAV | Joan Albella           | 1         | -         |
| DAV | José María Royo        | 1         | 1         |
| DAV | Antoni Vallès          | 1         | -         |
| DAV | Edelmiro Lorenzo       | 1         | -         |
| DAV | Antonio Cayuela        | 1         | -         |
| DAV | Jaume Sospedra         | 1         | -         |
| DAV | Manuel Guimerans       | 1         | 1         |
| DAV | Ricard Gallart         | 1         | -         |
| DAV | Braños                 | 1         | -         |